# Ritratto del procuratore Jacopo Soranzo
Ritratto del procuratore Jacopo Soranzo  è un dipinto del pittore veneziano Tintoretto realizzato nel 1550 e conservato nelle Gallerie dell'Accademia di Venezia.

## Descrizione e stile
Il dipinto mostra Jacopo Soranzo, che, come indicato dall'iscrizione parzialmente cancellata, occupò la carica di procuratore della Repubblica di Venezia nel 1550. Tintoretto prese l'immagine del personaggio ritrattato da un’altra grande tela della sua opera, in cui il procuratore appariva al centro dello stesso circondato dalla sua famiglia, la tela è attualmente conservata divisa in tre parti nel Castello Sforzesco di Milano.